# Hans Hahl

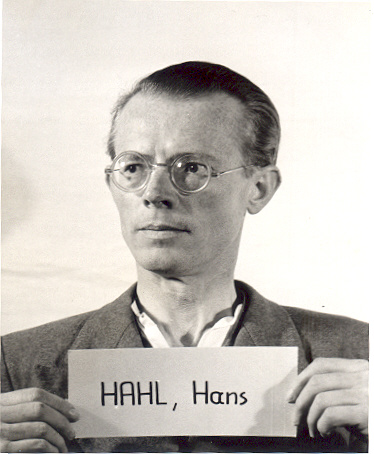
Hans Hahl als Zeuge bei den Nürnberger Prozessen.

Hans Hahl (* 11. November 1906 in Traustadt; † 10. Februar 1984) war ein deutscher Wirtschaftsfunktionär.

## Leben und Wirken
Nach dem Besuch von Realgymnasien in Starnberg und München, wo er 1925 das Abitur ablegte, studierte Hahl Wirtschaftswissenschaften an der TH München. Anschließend war er von 1930 bis 1938 bei den Röchlingschen Eisen- und Stahlwerken in Völklingen beschäftigt (Völklinger Hütte). 1938 wechselte er in den Dienst des Flick-Konzerns, für den er knapp vierzig Jahre lang tätig sein sollte.
1938 wurde Hahl Prokurist in der Firmenzentrale von Flick in Berlin. Am 1. März 1941 wurde er Pächter der Rodinger Hochofenstahl AG. Im weiteren Verlauf des Krieges wurde er außerdem als Bezirksbeauftragter West/Südwest im Hauptring Eisenerzeugung mit der Wahrnehmung von Sonderaufgaben betraut.
Nach dem Ende des Zweiten Weltkriegs geriet Hahl in alliierte Kriegsgefangenschaft. In der Folgezeit nahm er als Zeuge an den Nürnberger Prozessen teil.
In der Nachkriegszeit fungierte Hahl zunächst als Geschäftsführer der Süd-Ferrum Eisenhandelsgesellschaft KG in München, Stuttgart und Nürnberg. Anfang 1961 trat Hahl als kaufmännischer Direktor und Vorstandsmitglied in die zum Flick-Konzern gehörende Maxhütte („Eisenwerk-Gesellschaft Maximilianshütte“) ein. Von Oktober 1966 bis zu seiner Pensionierung 1972 bekleidete er dort zudem den Posten des Vorstandssprechers. Daneben war Hahl vorübergehend Aufsichtsratsvorsitzender der Schrottag Bayerische Schrott AG in Nürnberg und Vizepräsident der IHK Regensburg sowie Vorstandsmitglied des Stahlrohrverbands und Beiratsmitglied der Walzstahl-Vereinigung.

## Auszeichnungen
- 1967: Großes Silbernes Ehrenzeichen für Verdienste um die Republik Österreich[1]
- 1970: Bayerischer Verdienstorden